# Nazionale di bob dell'Italia
La nazionale di bob dell'Italia è la selezione che rappresenta l'Italia nelle competizioni internazionali di bob.
La carena del bob italiano è di colore rosso corsa, colore assegnato informalmente in passato all'Italia nelle competizioni automobilistiche.

## Storia

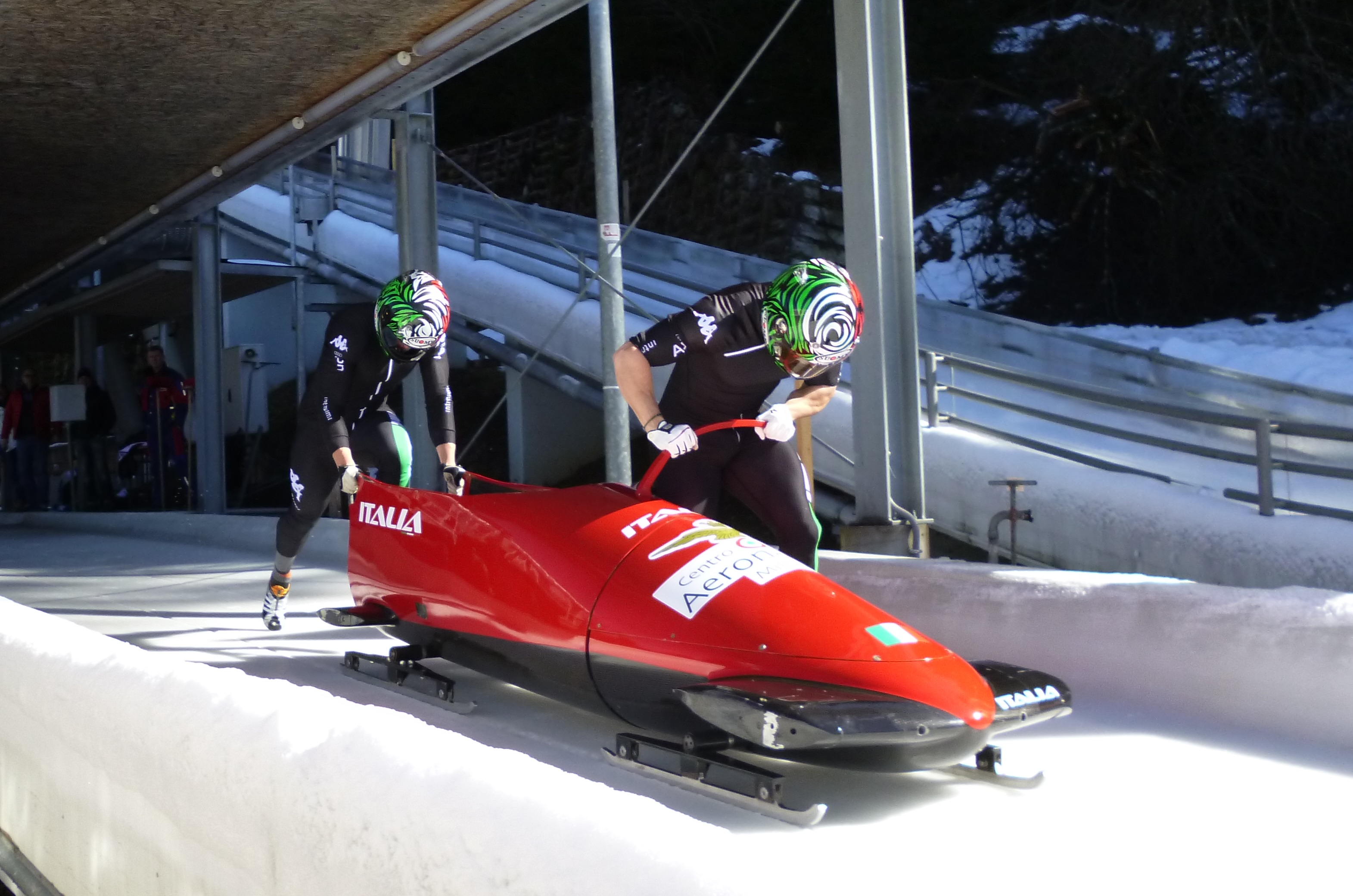
Bob a 2 della nazionale italiana

Lo sport del bob si iniziò a diffondere in Italia all'inizio del XX secolo, soprattutto in Trentino e Veneto. Nel 1903 lo studente Aldo Silvestri di Tai di Cadore osservò alcune "slitte strane con quattro pattini e un volante" ad Innsbruck: ritornato a casa propose al tenente Alfonso Becchis della caserma Calvi di costruire un veicolo simile. Nel 1908 i fratelli Fanton, proprietaari dell'albergo Marmarole di Calalzo, acquistarono un bob svizzero a Davos per metterlo a disposizione dei clienti, fra cui l'ingegner Giacobbi e Fabio Monti di Auronzo che nel 1914 vinsero la prima gara di Courmayeur.
Nel 1922 venne organizzato a Cortina d'Ampezzo il primo campionato italiano di bob lungo la strada del Passo Falzarego, mentre l'anno seguente venne costruita da Raffaele Zardini la pista di bob in località Ronco, ideata da Federico Terschak e progettata dall'ingegner Giacobbi.
La squadra di bob italiana debuttò fin dai I Giochi olimpici invernali a Chamonix 1924 con il bob a cinque.
Nel 1925 venne fondato il Bob club d'Italia, che l'anno successivo istituì la Federazione italiana sport del ghiaccio (FISG), in cui confluì anche la Federazione italiana di pattinaggio e la Federazione italiana di hockey sul ghiaccio.
Ai Campionati mondiali di bob 1930 di Caux-sur-Montreux, prima edizione della manifestazione organizzata dalla Federazione Internazionale di Bob e Skeleton, la nazionale di bob italiana vinse la medaglia d'oro con il bob a quattro di Franco Zaninetta, Giorgio Biasini, Antonio Dorini e Gino Rossi.
Nel 1933 la FISG fu inglobata nella Federazione italiana sport invernali (FISI); nello stesso anno venne realizzata la pista di bob del Mottarone su iniziativa di Luigi Tornielli di Borgolavezzaro, in vista dei Campionati mondiali universitari.
Nel secondo dopoguerra, furono fondati i bob club di Cortina e Pieve di Cadore, seguiti nel 1948 da quello di Lorenzago e nel 1951 quello di Pelos. Imitando la strategia statunitense, anche la Federazione italiana sport invernali si rivolse all'Aeronautica militare italiana per cercare fra i piloti da caccia i futuri bobbisti azzurri: dopo un apposito corso, vennero scelti il maresciallo Lamberto Dalla Costa e il maggiore Giacomo Conti, che parteciparono ai Mondiali di Garmisch del 1953. Risale a questi anni il debutto di Eugenio Monti, noto come il "Rosso volante", che dominò la scena mondiale del bob negli anni cinquanta e sessanta. I primi successi azzurri furono ottenuti in casa ai VII Giochi olimpici invernali di Cortina 1956, dove grazie all'ottima conoscenza della pista olimpica (all'epoca intitolata alla memoria del rocciatore Duilio De Polo) e alle innovative guidoslitte Podar, la nazionale italiana vinse con il bob a due le medaglie d'oro e d'argento e con il bob a quattro l'argento.
Dopo lo straordinario successo di Cortina e la successiva inaugurazione della pista di bob del Lago Blu a Cervinia nel 1963, crebbe nell'Aeronautica militare italiana l'interesse per questo sport e le sue accelerazioni in curva, utili per addestrare il proprio personale. Fu aperta così una "scuola di bob", ridenominata nel 1965 come "Scuola di bob delle Forze Armate", per allenare piloti, interni e frenatori. Nel 1973 venne costituita la squadra nazionale militare dell'Italia, che partecipò ai primi Campionati mondiali militari di bob a Cervinia.
Dopo una sospensione di oltre trent'anni, nel 2012 il Centro Sportivo dell'Aeronautica Militare riprese l'attività sportiva invernale, affinché i propri atleti prendessero parte alle Olimpiadi di Soči 2014.

## Partecipazione ai giochi olimpici invernali
La nazionale di bob italiana ha sempre preso parte ad almeno una disciplina in tutte le olimpiadi invernali, tranne a quelle di Squaw Valley 1960 (in cui il comitato organizzatore non organizzò alcuna gara di bob per motivi economici), vincendo in tutto 12 medaglie olimpiche.
Le donne debuttarono con il bob a due ai giochi di Salt Lake City 2002, mentre a Torino 2006 conquistarono la loro prima e finora unica medaglia. Alle Olimpiadi di Pechino 2022 ha debuttato il monobob femminile.
Il maggior numero di medaglie olimpiche (sei) fu vinto da Eugenio Monti detto il "Rosso Volante", alla cui memoria è stata intitolata la pista olimpica di Cortina d'Ampezzo delle Olimpiadi del 1956 e di quelle future di Milano Cortina 2026.

### Bob a quattro maschile
| anno | città                  | classifica | composizione |
| ---- | ---------------------- | ---------- | --- |
| 1924 | Chamonix               | 6 NQ       | Lodovico Obexer, Massimo Fink, Paolo Herbert, Giuseppe Steiner, Luis Trenker Luigi Tornielli di Borgolavezzaro, Adolfo Bocchi, Leonardo Bonzi, Alfredo Spasciani, Alberto Visconti |
| 1928 | Sankt Moritz           | 21         | Giancarlo Morpugo, Carlo Sem, Luigi Cerutti, Giuseppe Crivelli, Piero Marchetti |
| 1932 | Lake Placid            | 5          | Theo Rossi di Montelera, Agostino Lanfranchi, Gaetano Lanfranchi, Italo Casini |
| 1936 | Garmisch-Partenkirchen | 10 NQ      | Tonino Brivio Sforza, Carlo Solveni, Emilio Dell'Oro, Raffaele Menardi Francesco De Zanna, Ernesto Franceschi, Uberto Gillarduzzi, Amedeo Angeli                                   |
| 1948 | Sankt Moritz           | 6 11       | Nino Bibbia, Gian Carlo Ronchetti, Edilberto Campadese, Luigi Cavalieri Nino Rovelli, Enrico Airoldi, Vittorio Folonari, Remo Airoldi                                              |
| 1952 | Oslo                   | 10 14      | Dario Colombi, Dario Poggi, Sandro Rasini, Alberto Della Beffa Uberto Gillarduzzi, Michele Alverà, Vittorio Folonari, Luigi Cavalieri                                              |
| 1956 | Cortina d'Ampezzo      | 2 5        | Eugenio Monti, Ulrico Girardi, Renzo Alverà, Renato Mocellini Dino De Martin, Giovanni De Martin, Giovanni Tabacchi, Carlo Da Prà                                                  |
| 1964 | Innsbruk               | 3 4        | Eugenio Monti, Sergio Siorpaes, Benito Rigoni, Gildo Siorpaes Sergio Zardini, Sergio Mocellini, Ferruccio Dalla Torre, Romano Bonagura                                             |
| 1968 | Grenoble               | 1 6        | Eugenio Monti, Luciano De Paolis, Roberto Zandonella, Mario Armano Gianfranco Gaspari, Giuseppe Rescigno, Andrea Clemente, Leonardo Cavallini                                      |
| 1972 | Sapporo                | 2 8        | Nevio De Zordo, Adriano Frassinelli, Corrado Dal Fabbro, Gianni Bonichon Gianfranco Gaspari, Roberto Zandonella, Mario Armano, Luciano De Paolis                                   |
| 1976 | Innsbruck              | 11 12      | Nevio De Zordo, Ezio Fiori, Roberto Porzia, Lino Benoni Giorgio Alverà, Piero Vegnuti, Adriano Bee, Francesco Butteri                                                              |
| 1980 | Lake Placid            | 11         | Andrea Jory, Edmund Lanziner, Georg Werth, Giovanni Modena |
| 1984 | Sarajevo               | 8 17       | Guerrino Ghedina, Stefano Ticci, Paolo Scaramuzza, Andrea Meneghin Alex Wolf, Georg Beikircher, Pasquale Gesuito, Umberto Prato                                                    |
| 1988 | Calgary                | 10 19      | Alex Wolf, Pasquale Gesuito, Georg Beikircher, Stefano Ticci Roberto D'Amico, Thomas Rottensteiner, Paolo Scaramuzza, Andrea Meneghin                                              |
| 1992 | Albertville            | 12 15      | Pasquale Gesuito, Antonio Tartaglia, Paolo Canedi, Stefano Ticci Günther Huber, Marco Andreatta, Thomas Rottensteiner, Marcantonio Stiffi                                          |
| 1994 | Lillehammer            | 9 22       | Günther Huber, Antonio Tartaglia, Bernhard Mair, Mirco Ruggiero, Stefano Ticci Pasquale Gesuito, Paolo Canedi, Silvio Calcagno, Marcantonio Stiffi                                 |
| 1998 | Nagano                 | 14 20      | Günther Huber, Antonio Tartaglia, Massimiliano Rota, Marco Menchini Fabrizio Tosini, Andrea Pais De Libera, Enrico Costa, Sergio Chianella                                         |
| 2002 | Salt Lake City         | 19         | Fabrizio Tosini, Andrea Pais De Libera, Massimiliano Rota, Giona Cividino |
| 2006 | Torino                 | 11 12      | Fabrizio Tosini, Luca Ottolino, Antonio De Sanctis, Giorgio Morbidelli Simone Bertazzo, Samuele Romanini, Matteo Torchio, Omar Sacco                                               |
| 2010 | Vancouver              | 9T         | Simone Bertazzo, Danilo Santarsiero, Samuele Romanini, Mirko Turri |
| 2014 | Soči                   | 18         | Simone Bertazzo, Simone Fontana, Samuele Romanini, Francesco Costa |
| 2018 | Pyeongchang            | 27         | Simone Bertazzo, Simone Fontana, Francesco Costa, Lorenzo Bilotti |
| 2022 | Pechino                | 15 27      | Patrick Baumgartner, Lorenzo Bilotti, Eric Fantazzini, Alex Verginer Robert Gino Mircea, José Delmas Obou, Alex Pagnini, Mattia Variola                                            |

### Bob a due maschile
| anno | città                  | classifica       | composizione                                                                  |
| ---- | ---------------------- | ---------------- | ----------------------------------------------------------------------------- |
| 1932 | Lake Placid            | 6 8              | Theo Rossi di Montelera, Italo Casini Agostino Lanfranchi, Gaetano Lanfranchi |
| 1936 | Garmisch-Partenkirchen | 11 12            | Edgardo Vaghi, Dario Poggi Tonino Brivio Sforza, Carlo Solveni                |
| 1948 | Sankt Moritz           | 6 8              | Mario Vitali, Dario Poggi Nino Bibbia, Edilberto Campadese                    |
| 1952 | Oslo                   | 10 12            | Alberto Della Beffa, Dario Colombi Uberto Gillarduzzi, Luigi Cavalieri        |
| 1956 | Cortina d'Ampezzo      | 1 2              | Lamberto Dalla Costa, Giacomo Conti Eugenio Monti, Renzo Alverà               |
| 1964 | Innsbruck              | 2 3              | Sergio Zardini, Romano Bonagura Eugenio Monti, Sergio Siorpaes                |
| 1968 | Grenoble               | 1 12             | Eugenio Monti, Luciano De Paolis Rinaldo Ruatti, Sergio Mocellini             |
| 1972 | Sapporo                | 4 10             | Gianfranco Gaspari, Mario Armano Enzo Vicario, Corrado Dal Fabbro             |
| 1976 | Innsbruck              | 8 16             | Giorgio Alverà, Franco Perruquet Nevio De Zordo, Ezio Fiori                   |
| 1980 | Lake Placid            | 14 16            | Andrea Jory, Edmund Lanziner Giuseppe Soravia, Georg Werth                    |
| 1984 | Sarajevo               | 7 9              | Guerrino Ghedina, Andrea Meneghin Marco Bellodis, Stefano Ticci               |
| 1988 | Calgary                | 17 19            | Alex Wolf, Georg Beikircher Ivo Ferriani, Stefano Ticci                       |
| 1992 | Albertville            | 5 12             | Günther Huber, Stefano Ticci Pasquale Gesuito, Antonio Tartaglia              |
| 1994 | Lillehammer            | 3 9              | Günther Huber, Stefano Ticci Pasquale Gesuito, Antonio Tartaglia              |
| 1998 | Nagano                 | 1T 14            | Günther Huber, Antonio Tartaglia Fabrizio Tosini, Enrico Costa                |
| 2002 | Salt Lake City         | 8 11T            | Günther Huber, Antonio Tartaglia Cristian La Grassa, Fabrizio Tosini          |
| 2006 | Torino                 | 9 13             | Simone Bertazzo, Matteo Torchio Samuele Romanini, Fabrizio Tosini             |
| 2010 | Vancouver              | 17 AC            | Fabrizio Tosini, Sergio Riva Simone Bertazzo, Samuele Romanini                |
| 2014 | Soči                   | 14               | Simone Bertazzo, Simone Fontana                                               |
| 2018 | Pyeongchang            | Non partecipante | Non partecipante                                                              |
| 2022 | Pechino                | 21               | Patrick Baumgartner, Robert Gino Mircea                                       |

### Bob a due femminile
| anno | città          | classifica       | composizione                                                               |
| ---- | -------------- | ---------------- | -------------------------------------------------------------------------- |
| 2002 | Salt Lake City | 7                | Gerda Weissensteiner, Antonella Bellutti                                   |
| 2006 | Torino         | 3 12             | Gerda Weissensteiner, Jennifer Isacco Jessica Gillarduzzi, Fabiana Mollica |
| 2010 | Vancouver      | 13               | Jessica Gillarduzzi, Laura Curione                                         |
| 2014 | Soči           | Non partecipante | Non partecipante                                                           |
| 2018 | Pyeongchang    | Non partecipante | Non partecipante                                                           |
| 2022 | Pechino        | Non partecipante | Non partecipante                                                           |

### Monobob femminile
| anno | città   | classifica | composizione    |
| ---- | ------- | ---------- | --------------- |
| 2022 | Pechino | 15         | Giada Andreutti |

### Medagliere olimpico
| Squadra           | Oro | Argento | Bronzo | Totale | Ranking |
| ----------------- | --- | ------- | ------ | ------ | ------- |
| Bob a 4 maschile  | 1   | 2       | 1      | 4      | 4°      |
| Bob a 2 maschile  | 3   | 2       | 2      | 7      | 3°      |
| Bob a 2 femminile | 0   | 0       | 1      | 1      | 4°      |
| Totale            | 4   | 4       | 4      | 12     | 6°      |

### Medagliati

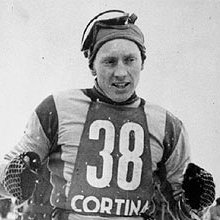
Eugenio Monti

| Bobbista             | Oro | Argento | Bronzo | Totale |
| -------------------- | --- | ------- | ------ | ------ |
| Eugenio Monti        | 2   | 2       | 2      | 6      |
| Luciano De Paolis    | 2   | 0       | 0      | 2      |
| Günther Huber        | 1   | 0       | 1      | 2      |
| Mario Armano         | 1   | 0       | 0      | 1      |
| Giacomo Conti        | 1   | 0       | 0      | 1      |
| Lamberto Dalla Costa | 1   | 0       | 0      | 1      |
| Antonio Tartaglia    | 1   | 0       | 0      | 1      |
| Roberto Zandonella   | 1   | 0       | 0      | 1      |
| Renzo Alverà         | 0   | 2       | 0      | 2      |
| Romano Bonagura      | 0   | 1       | 0      | 1      |
| Gianni Bonichon      | 0   | 1       | 0      | 1      |
| Corrado Dal Fabbro   | 0   | 1       | 0      | 1      |
| Nevio De Zordo       | 0   | 1       | 0      | 1      |
| Adriano Frassinelli  | 0   | 1       | 0      | 1      |
| Ulrico Girardi       | 0   | 1       | 0      | 1      |
| Renato Mocellini     | 0   | 1       | 0      | 1      |
| Sergio Zardini       | 0   | 1       | 0      | 1      |
| Sergio Siorpaes      | 0   | 0       | 2      | 2      |
| Jennifer Isacco      | 0   | 0       | 1      | 1      |
| Benito Rigoni        | 0   | 0       | 1      | 1      |
| Gildo Siorpaes       | 0   | 0       | 1      | 1      |
| Stefano Ticci        | 0   | 0       | 1      | 1      |
| Gerda Weissensteiner | 0   | 0       | 1      | 1      |